# Fjälltrollslända
Fjälltrollslända (Somatochlora alpestris) är en art i insektsordningen trollsländor som tillhör familjen skimmertrollsländor.

## Kännetecken
Både hanen och honan har mörk kropp med lätt rökfärgade vingar och mörkt vingmärke. Ögonen, särskilt hos hanen, är glänsande grönaktiga. Vingarna är genomskinliga med mörkt vingmärke. Vingbredden är 65 till 70 millimeter och bakkroppens längd är 32 till 35 millimeter.

## Utbredning
Denna art har en huvudsakligen nordlig utbredning och finns främst i norra Skandinavien, men ns också i vissa bergstrakter i centrala Europa, som i Alperna och i en del områden längs gränsen mellan Tyskland och Tjeckien. Den är dock inte att betrakta som speciellt vanlig, särskilt inte i de södra delarna av utbredningsområdet.  

## Levnadssätt
Fjälltrollsländans habitat är framför allt små sjöar och myrar. Utvecklingstiden från ägg till imago är tre år och flygtiden juni till augusti.